# CEROレーティング15才以上対象ソフトの一覧
| 「15才以上対象」指定ソフトに表示されるアイコン（左は旧基準、右は新基準）。 |  | 「15才以上対象」指定ソフトに表示されるアイコン（左は旧基準、右は新基準）。 |
| 「15才以上対象」指定ソフトに表示されるアイコン（左は旧基準、右は新基準）。 |  |                                                                            |

CEROレーティング15才以上対象ソフトの一覧（セロレーティング15さいいじょうたいしょうのソフトいちらん）は、コンピュータエンターテインメントレーティング機構（CERO）によるレーティングで旧基準の「15才以上対象」および新基準の「CERO：C（15才以上対象）」に区分されたゲームソフトの一覧である。
ただし、あくまでも「15歳以上対象」なので、こちらの一覧に記載されているゲームも、15歳未満のプレイは何れ問題もない。

## 任天堂 ハード

### Nintendo Switch
- 蒼の彼方のフォーリズム for Nintendo Switch（コンテンツアイコン：「恋愛、セクシャル」）
- 神獄塔 メアリスケルターFinale（コンテンツアイコン：「セクシャル」）
- ケムコRPGセレクション Vol.3（コンテンツアイコン：「犯罪」）
- 幻想水滸伝 I&II HDリマスター 門の紋章戦争 / デュナン統一戦争（コンテンツアイコン：「犯罪」）
- シャイニング・レゾナンス リフレイン（コンテンツアイコン：「セクシャル」）
- 少女☆歌劇 レヴュースタァライト 舞台奏像劇 遙かなるエルドラド（コンテンツアイコン：「セクシャル、犯罪」）
- スーパーロボット大戦シリーズ
  - スーパーロボット大戦V（コンテンツアイコン：「セクシャル」）
  - スーパーロボット大戦X（コンテンツアイコン：「セクシャル、犯罪」）　
  - スーパーロボット大戦T（コンテンツアイコン：「セクシャル」）
  - スーパーロボット大戦30（コンテンツアイコン：「セクシャル」）
- ゼノブレイドシリーズ
  - ゼノブレイド ディフィニティブ・エディション（コンテンツアイコン：「恋愛、セクシャル、暴力」）
  - ゼノブレイド2（コンテンツアイコン：「セクシャル」）
  - ゼノブレイド3（コンテンツアイコン：「セクシャル、暴力」）
  - ゼノブレイドクロス ディフィニティブエディション（コンテンツアイコン：「セクシャル、犯罪」）
- 戦場のヴァルキュリア4（コンテンツアイコン：「セクシャル、犯罪」）
- 探偵 神宮寺三郎 PRISM OF EYES（コンテンツアイコン：「ギャンブル、飲酒」）
- DIABOLIK LOVERS CHAOS LINEAGE（コンテンツアイコン:「恋愛、セクシャル、犯罪」）
- ファイアーエムブレム無双（コンテンツアイコン：「暴力、犯罪」）
- Fate/EXTELLA（コンテンツアイコン：「セクシャル」）
- 夢幻戦士ヴァリスII(MSX2版)（コンテンツアイコン：「セクシャル、暴力、犯罪」）
- メタリックチャイルド（コンテンツアイコン：「暴力」）
- モンスターハンター ダブルクロス（コンテンツアイコン：「暴力」）[1]
- モンスターハンターライズ（コンテンツアイコン：「セクシャル、暴力」）
- よるのないくに2 〜新月の花嫁〜（コンテンツアイコン：「セクシャル、犯罪」）
- LITTLE NIGHTMARES-リトルナイトメア- Deluxe Edition（コンテンツアイコン：「暴力、恐怖、犯罪」）
- ONE.（コンテンツアイコン：「恋愛、セクシャル」）
- ワールドエンド・シンドローム（コンテンツアイコン：「セクシャル」）

#### Nintendo Switch ダウンロードソフト
- デッドハウス 再生（コンテンツアイコン：「暴力」）
- IMPLOSION（コンテンツアイコン：「暴力」）
- バルブ・ボーイ（コンテンツアイコン：「暴力」）
- 刑事J.B.ハロルドの事件簿 マンハッタン・レクイエム（コンテンツアイコン：「ギャンブル、麻薬」）
- Ninja Shodown（コンテンツアイコン：「暴力」）
- WWE 2K18（コンテンツアイコン：「暴力」）
- セクシー・ブルテイル（コンテンツアイコン：「暴力、犯罪」）
- カイジ〜絶望の鉄骨渡り〜 for Nintendo Switch（コンテンツアイコン：「ギャンブル、犯罪」）
- フォートナイト（コンテンツアイコン：「暴力」）
- Travis Strikes Again: No More Heroes（コンテンツアイコン：「セクシャル、暴力」）

### Wii U
- インジャスティス:神々の激突（コンテンツアイコン：「暴力」）
- ゼノブレイドクロス（コンテンツアイコン：「セクシャル、犯罪」）
- 鉄拳タッグトーナメント2 Wii U エディション（コンテンツアイコン：「セクシャル」）
- バットマン：アーカム・シティ アーマードエディション（コンテンツアイコン：「暴力、犯罪、麻薬」）
- バットマン アーカム・ビギンズ（コンテンツアイコン：「暴力、犯罪」）
- モンスターハンターシリーズ（コンテンツアイコン：「暴力」）
  - モンスターハンター 3G HD ver.
  - モンスターハンター フロンティアG

#### Wii U ダウンロードソフト
- 運命の洞窟 THE CAVE（コンテンツアイコン：「暴力、犯罪」）
- ザ バインディング オブ アイザック:リバース（コンテンツアイコン：「暴力」）
- スティックイットトゥザマン!（コンテンツアイコン：「犯罪」）
- D.M.L.C. デスマッチラブコメ（コンテンツアイコン：「セクシャル、犯罪」）
- デッドハウス 再生（コンテンツアイコン：「暴力」）
- LOST REAVERS（コンテンツアイコン：「暴力」）

### ニンテンドー3DS
- Island Days（コンテンツアイコン：「セクシャル、犯罪」）
- ガールズRPG シンデレライフ（コンテンツアイコン：「セクシャル」）
- 逆転裁判5（コンテンツアイコン：「暴力」）
- 極限脱出ADV 善人シボウデス（コンテンツアイコン：「暴力、犯罪、言葉・その他」）
- 禁忌のマグナ（コンテンツアイコン：「セクシャル」）
- 喧嘩番長6〜ソウル&ブラッド〜（コンテンツアイコン：「暴力、犯罪」）
- CONCEPTIONII 七星の導きとマズルの悪夢（コンテンツアイコン：「セクシャル」）
- ザ・シムズ3（コンテンツアイコン：「恋愛、セクシャル」）
  - ザ・シムズ3
  - ザ・シムズ3 ペット
- 真・女神転生IV（コンテンツアイコン：「犯罪」）
- ステラグロウ（コンテンツアイコン：「麻薬」）
- セガ3D復刻アーカイブス3 FINAL STAGE（コンテンツアイコン：「暴力」）
- ソニプロ（コンテンツアイコン：「セクシャル」）
- タイムトラベラーズ（コンテンツアイコン：「犯罪」）
- デッド オア アライブ ディメンションズ（コンテンツアイコン：「セクシャル」）
- ドライバー:レネゲイト 3D（コンテンツアイコン：「セクシャル、暴力、犯罪」）
- 謎惑館 〜音の間に間に〜（コンテンツアイコン：「暴力、犯罪、恐怖、言葉・その他」）
- NEWラブプラス（コンテンツアイコン：「恋愛、セクシャル」）
  - NEWラブプラス
  - NEWラブプラス+
- 薄桜鬼 3D（コンテンツアイコン：「セクシャル」）
- パチパラ3D 大海物語2 With アグネス・ラム 〜パチプロ風雲録・花 消されたライセンス〜（コンテンツアイコン：「ギャンブル」）
- ファイアーエムブレムシリーズ
  - ファイアーエムブレムif（コンテンツアイコン：「セクシャル」）
  - ファイアーエムブレム無双（コンテンツアイコン：「暴力、犯罪」）
- ブレイブリーセカンド　エンドレイヤー（コンテンツアイコン：「セクシャル、犯罪」）
- ブレイブリーデフォルト（コンテンツアイコン：「セクシャル、犯罪」）
  - ブレイブリーデフォルト フライングフェアリー
  - ブレイブリーデフォルト フォー・ザ・シークウェル
- BLAZBLUE -CONTINUUM SHIFT II-（コンテンツアイコン：「セクシャル」）
- ヘビーファイア ザ チョーズン フュー（コンテンツアイコン：「暴力」）
- メタルマックス4 月光のディーヴァ（コンテンツアイコン：「セクシャル」）
- メダロット ガールズミッション（コンテンツアイコン：「セクシャル」）
- モンスターハンターシリーズ（コンテンツアイコン：「暴力」）[2]
  - モンスターハンター3G
  - モンスターハンター4
  - モンスターハンター4G
- 雷子（コンテンツアイコン：「セクシャル、暴力、犯罪、言葉・その他」）

#### ニンテンドー3DS ダウンロードソフト
- 殺人ミステリー 切り裂きジャック（コンテンツアイコン：「暴力、犯罪」）
- ザ バインディング オブ アイザック:リバース（コンテンツアイコン：「暴力」）
- @SIMPLE DLシリーズ
  - @SIMPLE DLシリーズ Vol.5 THE 呪いの廃病院 〜閉じ込められた顔のない少女〜（コンテンツアイコン：「暴力、恐怖」）
  - @SIMPLE DLシリーズ Vol.35 THE 呪いの廃校舎 〜呪いの仮面と双子の少女〜（コンテンツアイコン：「暴力、恐怖」）
- ゾンビ パニック イン ワンダーランド DX（コンテンツアイコン：「暴力」）
- ゾンゲリパニック ナイトメア（コンテンツアイコン：「暴力」）

### Wii

#### Wiiディスクソフト
2009年12月以前に発売されたソフト（白色パッケージ）
- アルゴスの戦士 マッスルインパクト（コンテンツアイコン：「暴力」）
- 忌火起草 解明編（コンテンツアイコン：「セクシャル、暴力、恐怖、麻薬、言葉・その他」）
- お掃除戦隊くりーんきーぱー（コンテンツアイコン：「セクシャル」）
- 恐怖体感 呪怨（コンテンツアイコン：「恐怖」）
- ゴーストスカッド（コンテンツアイコン：「セクシャル、暴力」）
- 零 月蝕の仮面（コンテンツアイコン：「恐怖」）
- 007 慰めの報酬（コンテンツアイコン：「暴力」）
- WWE 2008 SmackDown vs Raw（コンテンツアイコン：「セクシャル、暴力」）
- DISASTER DAY OF CRISIS（コンテンツアイコン：「暴力」）
- 天誅4（コンテンツアイコン：「暴力」）
- トゥームレイダー アンダーワールド（コンテンツアイコン：「暴力」）
- ネクロネシア（コンテンツアイコン：「暴力」）
- バイオハザードシリーズ（コンテンツアイコン：「暴力」）
  - バイオハザード0[3]
  - バイオハザード アンブレラ・クロニクルズ
- メダル・オブ・オナー ヒーローズ2（コンテンツアイコン：「暴力」）
- モンスターハンターシリーズ（コンテンツアイコン：「暴力」）
  - モンスターハンターG
  - モンスターハンター3
- 428 〜封鎖された渋谷で〜（コンテンツアイコン：「暴力、犯罪、麻薬、言葉・その他」）
- レッドスティール（コンテンツアイコン：「暴力」）

2010年1月以降に発売されたソフト・発売予定のソフト（黒色パッケージ）
- イケニエノヨル（コンテンツアイコン：「暴力、恐怖」）
- ゴールデンアイ 007（コンテンツアイコン：「恋愛、暴力」）
- SILENT HILL -SHATTERED MEMORIES-（コンテンツアイコン：「恋愛、セクシャル、暴力」）
- 零 眞紅の蝶（コンテンツアイコン：「暴力、恐怖、犯罪」）
- 戦国BASARA3 宴（コンテンツアイコン：「暴力」）
- パンドラの塔 君のもとへ帰るまで（コンテンツアイコン：「暴力」）
- レッドスティール2（コンテンツアイコン：「暴力、犯罪」）

#### Wiiウェア 配信ソフト
- MADSECTA（コンテンツアイコン：「暴力」）
- ディシプリン＊帝国の誕生（コンテンツアイコン：「セクシャル」）

#### バーチャルコンソール 配信ソフト
- メガドライブ
  - 北斗の拳 新世紀末救世主伝説（コンテンツアイコン：「暴力」）
  - スプラッターハウス PART2（コンテンツアイコン：「暴力」）
- PCエンジン
  - 風の伝説ザナドゥ（コンテンツアイコン：「セクシャル、飲酒・喫煙」）

### ニンテンドーDS
- UNKNOWN SOLDIER 〜木馬の咆哮〜（コンテンツアイコン：「暴力」）
- アイドル雀士スーチーパイIII Remix（コンテンツアイコン：「セクシャル」）
- アイドルマスター ディアリースターズ（コンテンツアイコン：「セクシャル」）
- 赤い糸 destiny DS（コンテンツアイコン：「麻薬」）
- 赤川次郎ミステリーシリーズ
  - 赤川次郎ミステリー 夜想曲 -本に招かれた殺人-（コンテンツアイコン：「麻薬」）
  - 赤川次郎ミステリー 月の光 -沈める鐘の殺人- （コンテンツアイコン：「暴力」）
- 大人力検定（コンテンツアイコン：「セクシャル」）
- キモかわE!（コンテンツアイコン：「セクシャル」）
- 極限脱出 9時間9人9の扉（コンテンツアイコン：「暴力、犯罪」）
- 研修医 天堂独太（コンテンツアイコン：「麻薬」）
- コール オブ デューティ4 モダン・ウォーフェア（コンテンツアイコン：「暴力」）
- ゴルゴ13 ファイルG13を追え（コンテンツアイコン：「セクシャル」）
- 新世紀エヴァンゲリオン 綾波育成計画DS with アスカ補完計画（コンテンツアイコン：「セクシャル」）
- 真・女神転生 STRANGE JOURNEY（コンテンツアイコン：「犯罪」）
- ストライクウィッチーズ2 いやす・なおす・ぷにぷにする（コンテンツアイコン：「セクシャル」）[4]
- 生徒会の一存 -DSする生徒会-（コンテンツアイコン：「セクシャル」）
- そらのおとしもの フォルテ ドリーミーシーズン（コンテンツアイコン：「セクシャル」）
- タクティクスレイヤー ～リティナガード戦記～（コンテンツアイコン：「セクシャル」）
- タッチde楽勝! パチスロ宣言 リオデカーニバル（コンテンツアイコン：「セクシャル」）
- 探偵 神宮寺三郎シリーズ
  - 探偵 神宮寺三郎DS いにしえの記憶（コンテンツアイコン：「ギャンブル」）
  - 探偵 神宮寺三郎DS 伏せられた真実（コンテンツアイコン：「ギャンブル、言葉・その他」）
  - 探偵 神宮寺三郎DS きえないこころ（コンテンツアイコン：「ギャンブル、麻薬」）
  - 探偵 神宮寺三郎DS 赤い蝶（コンテンツアイコン：「ギャンブル」）
- ちゅ〜かな雀士てんほー牌娘Remix（コンテンツアイコン：「セクシャル」）
- 「超」怖いゲームDS 青の章（コンテンツアイコン：「恐怖」）
- theresia -テレジア- Dear Emile（コンテンツアイコン：「暴力、恐怖、犯罪」）
- DS電撃文庫 イリヤの空、UFOの夏（コンテンツアイコン：「飲酒・喫煙、ギャンブル」）
- DS電撃文庫ADV バッカーノ!（コンテンツアイコン：「暴力」）
- DS西村京太郎サスペンス シリーズ（コンテンツアイコン：「暴力」）
  - DS西村京太郎サスペンス 新探偵シリーズ「京都・熱海・絶海の孤島 殺意の罠」
  - DS西村京太郎サスペンス2 新探偵シリーズ「金沢・函館・極寒の峡谷 復讐の影」
- Days of Memories 2（コンテンツアイコン：「飲酒・喫煙」）
- Days of Memories 3（コンテンツアイコン：「セクシャル」）
- デキる男のモテライフ (昼のモテ講座編・夜のモテ実戦編)（コンテンツアイコン：「セクシャル」）
- DUEL LOVE 恋する乙女は勝利の女神（コンテンツアイコン：「セクシャル」）
- 天誅 DARK SHADOW（コンテンツアイコン：「暴力」）
- 藤堂龍之介探偵日記 琥珀色の遺言 ～西洋骨牌連続殺人事件～（コンテンツアイコン：「麻薬」）
- 東京トワイライト・バスターズ 〜禁断の生贄帝都地獄変〜（コンテンツアイコン：「セクシャル、犯罪」）
- トワイライトシンドローム 禁じられた都市伝説（コンテンツアイコン：「恐怖」）
- どきどき魔女神判!（コンテンツアイコン：「セクシャル」）
- ナナシ ノ ゲエム
  - ナナシ ノ ゲエム（コンテンツアイコン：「暴力」）
  - ナナシ ノ ゲエム 目（コンテンツアイコン：「暴力、恐怖」）
- ななついろ★ドロップスDS タッチではじまる初恋物語（コンテンツアイコン：「セクシャル」）
- 薄桜鬼シリーズ
  - 薄桜鬼DS（コンテンツアイコン：「セクシャル」）
  - 薄桜鬼 黎明録DS（コンテンツアイコン：「暴力」）
- 流行り神 警視庁怪異事件ファイルシリーズ
  - 流行り神DS 都市伝説怪異事件（コンテンツアイコン：「暴力、犯罪」）
  - 流行り神2DS 都市伝説怪異事件（コンテンツアイコン：「暴力、恐怖」）
- ひぐらしのなく頃に絆 第四巻「絆」（コンテンツアイコン：「犯罪、暴力」）[5]
- Breath 吐息は茜色（コンテンツアイコン：「セクシャル」）
- プリンセスメーカー4DS スペシャルエディション（コンテンツアイコン：「犯罪」）
- 名探偵・金田一耕助シリーズ
  - 犬神家の一族（コンテンツアイコン：「犯罪、言葉・その他」）
  - 八つ墓村（コンテンツアイコン：「犯罪」）
- もえたんDS（コンテンツアイコン：「セクシャル」）
- 野獣刑事 東京同時多発テロを鎮圧せよ! （コンテンツアイコン：「暴力」）
- ラブプラス（コンテンツアイコン：「恋愛、セクシャル」）
  - ラブプラス+（コンテンツアイコン：「恋愛、セクシャル」）
- Really? Really! リアリアDS（コンテンツアイコン：「恋愛、セクシャル」）
- ルパン三世 史上最大の頭脳戦（コンテンツアイコン：「セクシャル」）
- ロザリオとバンパイア 七夕のミス陽海学園（コンテンツアイコン：「セクシャル」）
- SIMPLE DSシリーズ
  - Vol.42 THE 廃屋病棟〜呪われた病院からの脱出〜（コンテンツアイコン：「暴力、恐怖」）
  - Vol.43 THE ホストしようぜ!〜DXナイトキング〜（コンテンツアイコン：「セクシャル」）
  - Vol.48 THE 裁判員〜1つの真実、6つの答え〜（コンテンツアイコン：「犯罪」）

#### DSiウェア 配信ソフト
- 悪夢の妖怪村（コンテンツアイコン：「犯罪」）
- ギャングスター2: Kings of L.A.（コンテンツアイコン：「犯罪」）
- スターノベルズ　この晴れた空の下で（コンテンツアイコン：「暴力」）
- 探偵 神宮寺三郎 果断の一手&謎の事件簿（コンテンツアイコン：「ギャンブル」）
- ヒーローオブスパルタ（コンテンツアイコン：「暴力」）

### ニンテンドーゲームキューブ
- ENTER THE MATRIX（コンテンツアイコン：「不明」）
- ゴールデンアイ ダーク・エージェント（コンテンツアイコン：「犯罪」）
- 007 エブリシング オア ナッシング（コンテンツアイコン：「暴力」）
- WWE デイ・オブ・レコニング（コンテンツアイコン：「セクシャル、暴力」）
- バイオハザードシリーズ（コンテンツアイコン：「不明（実際は「暴力」）」）
  - バイオハザード2（再発版のみ）
  - バイオハザード0
- メダル・オブ・オナー ライジングサン（コンテンツアイコン：「不明」）
- メダル・オブ・オナー ヨーロッパ強襲（コンテンツアイコン：「暴力、犯罪」）
- METAL GEAR SOLID THE TWIN SNAKES（コンテンツアイコン：「不明」）
- Rogue Ops（コンテンツアイコン：「不明」）

### ゲームボーイアドバンス
- ファミコン探偵倶楽部PartII うしろに立つ少女（ファミコンミニ ディスクシステムセレクション）（コンテンツアイコン：「飲酒・喫煙」）

### NINTENDO64
- バイオハザード2（コンテンツアイコン：「暴力」）

### スーパーファミコン
- オウガバトルサーガシリーズ（コンテンツアイコン：「犯罪」）
  - タクティクスオウガ
  - 伝説のオウガバトル
- 弟切草（コンテンツアイコン:「恋愛、セクシャル」）
- 学校であった怖い話（コンテンツアイコン：「暴力、恐怖、犯罪、言葉・その他」）
- ファミコン探偵倶楽部PartII うしろに立つ少女（コンテンツアイコン：「飲酒・喫煙」）
- ロマンシング サ・ガ（コンテンツアイコン：「犯罪」）

### ファミリーコンピュータ
- ファミコン探偵倶楽部PartII うしろに立つ少女（コンテンツアイコン：「飲酒・喫煙」）
- メタルギアシリーズ
  - メタルギア（METAL GEAR SOLID: MASTER COLLECTION Vol.1 BONUS CONTENT）（コンテンツアイコン：「犯罪」）
  - Snake's Revenge（METAL GEAR SOLID: MASTER COLLECTION Vol.1 BONUS CONTENT）（コンテンツアイコン：「犯罪」）

## ソニー・インタラクティブエンタテインメント ハード

### PlayStation 5
- ヴァルキリーエリュシオン（コンテンツアイコン：「暴力、犯罪」）
- ケムコRPGセレクション Vol.3（コンテンツアイコン：「犯罪」）
- 幻想水滸伝 I&II HDリマスター 門の紋章戦争 / デュナン統一戦争（コンテンツアイコン：「犯罪」）
- サイレントヒル ザ ショートメッセージ （コンテンツアイコン：「暴力、犯罪、恐怖、言葉・その他」）
- ストリートファイター6（コンテンツアイコン：「セクシャル」）
- テイルズ オブ アライズ（コンテンツアイコン：「セクシャル、犯罪」）
- Relayer（コンテンツアイコン：「犯罪」）
- 鬼滅の刃 ヒノカミ血風譚（コンテンツアイコン：「暴力、犯罪」）

### PlayStation 4
- ヴァルキリーエリュシオン（コンテンツアイコン：「暴力、犯罪」）
- うたわれるもの 偽りの仮面（コンテンツアイコン：「セクシャル、犯罪、暴力」）
- 神獄塔 メアリスケルターFinale（コンテンツアイコン：「セクシャル」）
- GRAVITY DAZEシリーズ
  - GRAVITY DAZE/重力的眩暈:上層への帰還において彼女の内宇宙に生じた摂動（コンテンツアイコン：「暴力」）
  - GRAVITY DAZE 2/重力的眩暈完結編:上層への帰還の果て、彼女の内宇宙に収斂した選択（コンテンツアイコン：「セクシャル、暴力」）
- ケムコRPGセレクション Vol.3（コンテンツアイコン：「犯罪」）
- スター・ウォーズ バトルフロントシリーズ（コンテンツアイコン：「暴力」）
  - スター・ウォーズ バトルフロント
  - スター・ウォーズ バトルフロントII
- スターオーシャン5 -Integrity and Faithlessness-（コンテンツアイコン：「セクシャル、暴力」）
- 戦場のヴァルキュリアシリーズ
  - 戦場のヴァルキュリア4（コンテンツアイコン：「セクシャル、犯罪」）
  - 蒼き革命のヴァルキュリア（コンテンツアイコン：「犯罪」）
- 新次元ゲイム ネプテューヌVII（コンテンツアイコン：「セクシャル」）
- フェアリーフェンサー エフ ADVENT DARK FORCE（コンテンツアイコン：「セクシャル」）
- スーパーロボット大戦シリーズ
  - スーパーロボット大戦V（コンテンツアイコン：「セクシャル」）
  - スーパーロボット大戦X（コンテンツアイコン：「セクシャル、犯罪」）
  - スーパーロボット大戦T（コンテンツアイコン：「セクシャル」）
  - スーパーロボット大戦30（コンテンツアイコン：「セクシャル」）
- ソードアート・オンライン Game Director's Edition（コンテンツアイコン：「セクシャル」）
- NAtURAL DOCtRINE（コンテンツアイコン：「暴力」）
- 信長の野望 Online 〜天下夢幻の章〜（コンテンツアイコン：「暴力」）
- ファイナルファンタジーシリーズ
  - ファイナルファンタジーVII リメイク（コンテンツアイコン：「セクシャル」）
  - ファイナルファンタジーXIV：新生エオルゼア（コンテンツアイコン：「セクシャル、飲酒・喫煙、犯罪」）
- BLAZBLUE（コンテンツアイコン：「セクシャル」）
  - BLAZBLUE -CENTRALFICTION-
  - BLAZBLUE -CHRONOPHANTASMA EXTEND-
- メタリックチャイルド（コンテンツアイコン：「暴力」）
- ゆらぎ荘の幽奈さん 湯けむり迷宮（コンテンツアイコン：「セクシャル」）
- Relayer（コンテンツアイコン：「犯罪」）
- ワールドエンド・シンドローム（コンテンツアイコン：「セクシャル」）
- テイルズ オブ アライズ（コンテンツアイコン：「セクシャル、犯罪」）

### PlayStation Vita
- 蒼き革命のヴァルキュリア（コンテンツアイコン：「犯罪」）
- アルカナハート3 LOVE MAX!!!!!（コンテンツアイコン：「セクシャル」）
- アンチャーテッド 地図なき冒険の始まり（コンテンツアイコン：「暴力」）
- 俺達の世界わ終っている。（コンテンツアイコン：「セクシャル、暴力、犯罪」）
- 艦これ改（コンテンツアイコン：「セクシャル」）
- 極限脱出ADV 善人シボウデス（コンテンツアイコン：「暴力、犯罪、言葉・その他」）
- GRAVITY DAZE/重力的眩暈:上層への帰還において彼女の内宇宙に生じた摂動（コンテンツアイコン：「暴力」）
- クロスアンジュ 天使と竜の輪舞tr.（コンテンツアイコン：「セクシャル、暴力」）
- ゴールデンタイム Vivid Memories（コンテンツアイコン：「セクシャル、犯罪」）
- CONCEPTIONII 七星の導きとマズルの悪夢（コンテンツアイコン：「セクシャル」）
- シェルノサージュ〜失われた星へ捧ぐ詩〜（コンテンツアイコン：「セクシャル」）
- 超ヒロイン戦記（コンテンツアイコン：「セクシャル」）
- スーパーモンキーボール 特盛あそビ～タ!（コンテンツアイコン：「セクシャル」）
- スーパーロボット大戦シリーズ
  - スーパーロボット大戦V（コンテンツアイコン：「セクシャル」）
  - スーパーロボット大戦X（コンテンツアイコン：「セクシャル、犯罪」）
- Severed（コンテンツアイコン：「暴力」）
- 双星の陰陽師（コンテンツアイコン：「セクシャル」）
- ソードアート・オンラインシリーズ
  - ソードアート・オンライン -ホロウ・フラグメント-（コンテンツアイコン：「セクシャル」）
  - ソードアート・オンライン -ロスト・ソング-（コンテンツアイコン：「セクシャル」）
- ダーク クエスト アライアンス（コンテンツアイコン：「暴力」）
- タイムトラベラーズ（コンテンツアイコン：「犯罪」）
- 地球防衛軍3 PORTABLE（コンテンツアイコン：「暴力」）
- DIABOLIK LOVERSシリーズ
  - DIABOLIK LOVERS LIMITED V EDITION（コンテンツアイコン:「恋愛、セクシャル、暴力」）
  - DIABOLIK LOVERS LUNATIC PARADE（コンテンツアイコン:「恋愛、セクシャル」）
  - DIABOLIK LOVERS LOST EDEN（コンテンツアイコン:「恋愛、セクシャル」）
- 特殊報道部（コンテンツアイコン：「暴力」）
- ネプテューヌシリーズ（コンテンツアイコン「セクシャル」）
  - 神次元アイドル ネプテューヌPP
  - 神次次元ゲイム ネプテューヌ Re:Birth 3 V CENTURY
  - 超次次元ゲイム ネプテューヌ Re:Birth 2 SISTERS GENERATION
  - 超女神信仰 ノワール 激神ブラックハート
- 這いよれ! ニャル子さん 名状しがたいゲームのようなもの（コンテンツアイコン：「セクシャル、犯罪」）
- 初音ミク -Project DIVA- Fシリーズ（コンテンツアイコン：「セクシャル」）
  - 初音ミク -Project DIVA- f
  - 初音ミク -Project DIVA- F 2nd
- ファイナルファンタジーX/X-2 HD Remaster
  - ファイナルファンタジーX HD Remaster（コンテンツアイコン：「暴力」）
  - ファイナルファンタジーX-2 HD Remaster（コンテンツアイコン：「セクシャル」）
- Fate/stay night [Réalta Nua]（コンテンツアイコン：「暴力」）
- BLAZBLUE（コンテンツアイコン：「セクシャル」）
  - BLAZBLUE -CONTINUUM SHIFT EXTEND-
  - BLAZBLUE -CHRONOPHANTASMA-
  - BLAZBLUE -CHRONOPHANTASMA EXTEND-
- ペルソナ4 ザ・ゴールデン（コンテンツアイコン：「セクシャル」）
- ULTIMATE MARVEL VS. CAPCOM 3（コンテンツアイコン：「セクシャル」）
- Unit 13（コンテンツアイコン：「暴力」）
- 夜廻（コンテンツアイコン：「暴力」）
- ラグナロク オデッセイ（コンテンツアイコン：「暴力」）
- RESISTANCE −アメリカ最後の抵抗−（コンテンツアイコン：「暴力、言葉・その他、犯罪」）
- ロード オブ アポカリプス（コンテンツアイコン：「暴力」）
- ワールドエンド・シンドローム（コンテンツアイコン：「セクシャル」）

### PlayStation 3
- THE IDOLM@STER 2 アニメもゲームもグラビアも!アイマス@スペシャルBOX（通常版はCERO：B（12才以上対象））（コンテンツアイコン：「恋愛、セクシャル」）
- アガレスト戦記シリーズ（コンテンツアイコン：「セクシャル」）[6]
  - アガレスト戦記
  - アガレスト戦記2
- EARTH DEFENSE FORCE: INSECT ARMAGEDDON（コンテンツアイコン：「暴力」）
- アスラズ ラース
- アバター THE GAME（PS3・Xbox 360版はCERO：C（15才以上対象）、DS版はCERO：A（全年齢対象））（コンテンツアイコン：「暴力」）
- アルカナハート3（コンテンツアイコン：「セクシャル」）
  - アルカナハート3 LOVE MAX!!!!!（コンテンツアイコン：「セクシャル」）
- アルトネリコ3 世界終焉の引鉄は少女の詩が弾く（コンテンツアイコン：「セクシャル」）
- アンチャーテッドシリーズ[7]
  - アンチャーテッド エル・ドラドの秘宝（コンテンツアイコン：「暴力」）
  - アンチャーテッド 黄金刀と消えた船団（コンテンツアイコン：「恋愛、セクシャル、暴力」）
- アントールドレジェンド ダークキングダム（コンテンツアイコン：「暴力、犯罪」）
- EAT LEAD マット・ハザードの逆襲（コンテンツアイコン：「暴力」）
- 忌火起草（コンテンツアイコン：「セクシャル、暴力、恐怖、麻薬、言葉・その他」）
- ウィザードリィ ツインパック（ウィザードリィ 囚われし魂の迷宮、ウィザードリィ 囚われし亡霊の街）（コンテンツアイコン：「セクシャル」）
- エースコンバット アサルト・ホライゾン（コンテンツアイコン：「暴力」）
- Enemy Territory: Quake Wars（コンテンツアイコン：「暴力、犯罪」）
- ENSLAVED ODYSSEY TO THE WEST（コンテンツアイコン：「暴力」）
- Operation Flashpoint: Dragon Rising（コンテンツアイコン：「暴力」）
- Operation Flashpoint: Red River（コンテンツアイコン：「暴力」）
- CLASH OF THE TITANS: タイタンの戦い（コンテンツアイコン：「暴力」）
- CLANNAD（コンテンツアイコン：「恋愛、セクシャル、麻薬」）
- クロスエッジ（コンテンツアイコン：「セクシャル」）
- GENJI -神威奏乱-（コンテンツアイコン：「暴力」）
- CONAN（コンテンツアイコン：「暴力」）
- コール オブ デューティシリーズ
  - コール オブ デューティ3（コンテンツアイコン：「暴力」）
  - コール オブ デューティ4 モダン・ウォーフェア（コンテンツアイコン：「暴力、犯罪」）
- ザ・シムズ3（コンテンツアイコン：「恋愛、セクシャル」）
- ザ・シムズ3 ペット（コンテンツアイコン：「恋愛、セクシャル」）
- 超ヒロイン戦記（コンテンツアイコン：「セクシャル」）
- スタントマン:イグニッション（コンテンツアイコン：「麻薬」）
- スナイパー ゴーストウォリアー（コンテンツアイコン：「暴力、犯罪」）
- セイクリッド2（コンテンツアイコン：「暴力」）
- 戦国BASARA3 宴（コンテンツアイコン：「暴力」）
- ソウルキャリバーIV（コンテンツアイコン：「セクシャル」）
- タイムクライシス4（コンテンツアイコン：「暴力」）
- 007 慰めの報酬（コンテンツアイコン：「暴力」）
- 007 ブラッドストーン（コンテンツアイコン：「暴力」）
- WWE SmackDown vs RAWシリーズ
  - WWE 2008 SmackDown vs Raw（コンテンツアイコン：「セクシャル、暴力」）
  - WWE 2009 SmackDown vs Raw（コンテンツアイコン：「セクシャル、暴力」）
  - WWE 2010 SmackDown vs Raw（コンテンツアイコン：「セクシャル、暴力」）
  - WWE SmackDown vs Raw 2011（コンテンツアイコン：「暴力」）
- WWE Legends of WrestleMania（コンテンツアイコン：「暴力」）
- ティアーズ・トゥ・ティアラ外伝 -アヴァロンの謎-（コンテンツアイコン：「セクシャル」）
- テイルズ オブ エクシリア2（コンテンツアイコン：「暴力」）
- デビルメイクライシリーズ（コンテンツアイコン：「???」）
  - デビルメイクライ4（コンテンツアイコン：「暴力」）
  - デビルメイクライ HDコレクション（コンテンツアイコン：「暴力」）
- トゥームレイダー アンダーワールド（コンテンツアイコン：「暴力」）
- 時と永遠 ～トキトワ～（コンテンツアイコン：「セクシャル」）
- トム・クランシーシリーズ（コンテンツアイコン：「暴力」）
  - ゴーストリコン アドバンスウォーファイター2
  - エンド ウォー
- TROY無双（コンテンツアイコン：「暴力」）
- ネプテューヌシリーズ（コンテンツアイコン：「セクシャル」）[8]
  - 超次元ゲイム ネプテューヌmk2
  - 神次元ゲイム ネプテューヌV
- 信長の野望Online 〜新星の章〜（コンテンツアイコン：「暴力」）
- 薄桜鬼 巡想録（コンテンツアイコン：「恋愛、セクシャル、暴力」）
- 初音ミク -Project DIVA- F（コンテンツアイコン：「セクシャル」）
- バットマン アーカム・アサイラム（コンテンツアイコン：「犯罪」）
- バトルフィールド バッド カンパニー（コンテンツアイコン：「暴力」）
- BIG 3 GUN SHOOTING（コンテンツアイコン：「暴力」）
- ファイナルファンタジーシリーズ
  - ファイナルファンタジーX / X-2 HD Remaster（コンテンツアイコン：「セクシャル、暴力」）
  - ライトニング リターンズ ファイナルファンタジーXIII
- フェアリーフェンサー エフ（コンテンツアイコン：「麻薬、セクシャル」）
- BLAZBLUE（コンテンツアイコン：「セクシャル」）
  - BLAZBLUE -CHRONOPHANTASMA-
    - BLAZBLUE -CHRONOPHANTASMA EXTEND-

  - BLAZBLUE -CONTINUUM SHIFT-
    - BLAZBLUE -CONTINUUM SHIFT EXTEND-

  - BLAZBLUE -CENTRALFICTION-
- FRONT MISSION EVOLVED（コンテンツアイコン：「暴力」）
- Heavenly Sword 〜ヘブンリーソード〜（コンテンツアイコン：「暴力」）
- MARVEL VS. CAPCOM 3 Fate of Two Worlds（コンテンツアイコン：「セクシャル」）
- 魔女と百騎兵（コンテンツアイコン：「セクシャル、暴力、ギャンブル、犯罪」）
- 魔人と失われた王国（コンテンツアイコン：「暴力」）
- マーセナリーズ2 ワールド イン フレームス（コンテンツアイコン：「暴力、犯罪」）
- MASSIVE ACTION GAME（コンテンツアイコン：「暴力」）
- Midnight Club: Los Angeles（コンテンツアイコン：「ギャンブル」）
- ミラーズエッジ（コンテンツアイコン：「暴力」）
- メダル・オブ・オナー エアボーン（コンテンツアイコン：「暴力」）
- METAL GEAR ONLINE（コンテンツアイコン：「暴力」）
- モンスターハンター ポータブル 3rd HD Ver.（コンテンツアイコン：「暴力」）
- 428 〜封鎖された渋谷で〜（コンテンツアイコン：「暴力、犯罪、麻薬、言葉・その他」）
- RISE FROM LAIR（コンテンツアイコン：「暴力」）
- L@ve once -mermaid's tears-（コンテンツアイコン：「セクシャル」）
- RESISTANCE〜人類没落の日〜（コンテンツアイコン：「暴力」）
- レッドファクション:ゲリラ（コンテンツアイコン：「暴力」）
- ロスト プラネットシリーズ（コンテンツアイコン：「暴力」）
  - ロスト プラネット エクストリーム コンディション
  - ロスト プラネット 2

#### PlayStation Store 配信ソフト（PS3）
- Eat Them! 〜博士の怒れるモンスター〜（コンテンツアイコン：「暴力、犯罪」）
- Vandal Hearts: Flames of Judgment（コンテンツアイコン：「暴力」）
- ウィザードリィ 囚われし魂の迷宮（コンテンツアイコン：「セクシャル」）
- WARHAWK（コンテンツアイコン：「暴力」）
- エンジェル戦記（コンテンツアイコン：「暴力」）
- SIMPLE500シリーズ Vol.1 THE 麻雀 〜通信対局機能付〜（コンテンツアイコン：「???」）
- Swarm（コンテンツアイコン：「???」）
- バトルフィールド1943（コンテンツアイコン：「暴力」）
- BLACKLIGHT: TANGO DOWN（コンテンツアイコン：「???」）
- ぽっちゃり☆プリンセス（コンテンツアイコン：「暴力」）
- Mr.PAIN（コンテンツアイコン：「暴力」）
- ララ・クロフト アンド ガーディアン オブ ライト（コンテンツアイコン：「暴力」）
- Lead and Gold: Gangs of the Wild West（コンテンツアイコン：「???」）

### PlayStation Portable
- アイドル雀士スーチーパイシリーズ（コンテンツアイコン：「セクシャル」）
  - アイドル雀士スーチーパイIII Remix
  - アイドル雀士スーチーパイIV ぽ～たぶる
- 暁のアマネカと蒼い巨神 -パシアテ文明研究会興亡記-（コンテンツアイコン：「セクシャル」）
- あかね色に染まる坂 ぽーたぶる（コンテンツアイコン：「セクシャル」）
- AKIBA'S TRIP（コンテンツアイコン：「暴力、セクシャル」）
- アナタヲユルサナイ（コンテンツアイコン：「犯罪、麻薬」）
- アマガミ（エビコレ+）（コンテンツアイコン：「恋愛、セクシャル」）
- アリスシリーズ
  - ハートの国のアリス ～Wonderful Wonder World～（コンテンツアイコン：「セクシャル」）
  - ハートの国のアリス・アニバーサリーVer.（コンテンツアイコン：「セクシャル」）
  - おもちゃ箱の国のアリス ～Wonderful Wonder World～（コンテンツアイコン：「恋愛、犯罪」）
- アンデッドナイツ（コンテンツアイコン：「暴力、犯罪」）
- 一騎当千シリーズ（コンテンツアイコン：「セクシャル」）
  - 一騎当千 Eloquent Fist
  - 一騎当千 XROSS IMPACT
- Ys SEVEN（コンテンツアイコン：「犯罪」）
- ヴァンパイア クロニクル ザ カオス タワー（コンテンツアイコン：「セクシャル」）
- うたわれるもの PORTABLE（コンテンツアイコン：「セクシャル」）
- AIR（コンテンツアイコン：「セクシャル」）
- ヱヴァンゲリヲン新劇場版 -サウンドインパクト-（コンテンツアイコン：「暴力」）
- エキサイティングプロレス / WWE SmackDown vs RAWシリーズ（コンテンツアイコン：「セクシャル、暴力」）
  - エキサイティングプロレス7 SMACKDOWN! VS. RAW 2006
  - WWE 2007 SmackDown vs Raw
- Ever17 -the out of infinity-（コンテンツアイコン：「恋愛、セクシャル、犯罪」）
- Lの季節 ダブルポケット（コンテンツアイコン：「セクシャル」）
- エルミナージュIII 〜暗黒の使徒と太陽の宮殿〜（コンテンツアイコン：「セクシャル」）
- おおかみかくし（コンテンツアイコン：「暴力、犯罪、言葉・その他」）
- お菓子な島のピーターパン 〜Sweet Never Land〜（コンテンツアイコン：「恋愛、セクシャル」）
- 乙女はお姉さまに恋してるPortable（コンテンツアイコン：「セクシャル」）
- 俺の妹がこんなに可愛いわけがない ポータブル “俺”の妹と恋しよっ♪ボックス（通常版はCERO：B（12才以上対象））（コンテンツアイコン：「セクシャル」）
- CHAOS;HEAD らぶChu☆Chu!（コンテンツアイコン：「セクシャル」）
- クリムゾン・エンパイア〜Circumstance to serve a noble〜（コンテンツアイコン：「セクシャル、犯罪」）
- 学園ヘヴン BOY'S LOVE SCRAMBLE!（コンテンツアイコン：「恋愛、セクシャル、犯罪」）
- 家族計画（コンテンツアイコン：「恋愛、セクシャル、麻薬、犯罪」）
- 加奈 〜いもうと〜（コンテンツアイコン：「セクシャル」）
- 仮面のメイドガイ 〜ボヨヨンバトルロワイヤル〜（コンテンツアイコン：「セクシャル」）
- GUILTY GEAR JUDGMENT（コンテンツアイコン：「暴力」）
- CLANNAD（コンテンツアイコン：「恋愛、セクシャル、麻薬」）
- 喧嘩番長3 全国制覇（コンテンツアイコン：「暴力」）
- 剣闘士 グラディエータービギンズ（コンテンツアイコン：「暴力」）
- GOD EATER（コンテンツアイコン：「暴力」）
- GOD EATER BURST（コンテンツアイコン：「暴力」）
- code 18（コンテンツアイコン：「恋愛」）
- こみっくパーティーPORTABLE（コンテンツアイコン：「恋愛、セクシャル」）
- SILENT HILLシリーズ
  - SILENT HILL ZERO（コンテンツアイコン：「暴力」）
  - SILENT HILL -SHATTERED MEMORIES-（コンテンツアイコン：「恋愛、セクシャル、暴力」）
- 侍シリーズ
  - 侍道ポータブル（コンテンツアイコン：「暴力」）
  - 侍道2ポータブル（コンテンツアイコン：「恋愛、セクシャル、暴力、麻薬」）
- 実話怪談新耳袋 一ノ章（コンテンツアイコン：「暴力」）
- 忍道 焔（コンテンツアイコン：「暴力」）
- STEINS;GATE（コンテンツアイコン：「セクシャル、暴力」）
- 神曲奏界ポリフォニカ アフタースクール（コンテンツアイコン：「セクシャル」）
- 新世紀エヴァンゲリオン 鋼鉄のガールフレンド2nd ポータブル（コンテンツアイコン：「セクシャル、犯罪」）
- 涼宮ハルヒの約束（コンテンツアイコン：「セクシャル」）
- SNOW -Portable-（コンテンツアイコン：「セクシャル」）
- 戦極姫 〜戦乱に舞う乙女達〜（コンテンツアイコン：「恋愛、セクシャル」）
- 戦極姫2・嵐 〜百華、戦乱辰風の如く〜（コンテンツアイコン：「セクシャル」）
- 戦律のストラタス（コンテンツアイコン：「暴力」）
- ソウルキャリバー Broken Destiny（コンテンツアイコン：「セクシャル」）
- SOCOM: U.S. Navy SEALs Portable（コンテンツアイコン：「暴力」）
- そらのおとしもの ドキドキサマーバケーション（コンテンツアイコン：「セクシャル」）
- D.C. 〜ダ・カーポ〜シリーズ
  - D.C.I&II P.S.P. 〜ダ・カーポI&II〜 プラスシチュエーション ポータブル（コンテンツアイコン：「セクシャル」）
  - D.C.III Plus 〜ダ・カーポIII プラス〜（コンテンツアイコン：「セクシャル」）
- 007 ロシアより愛をこめて（コンテンツアイコン：「恋愛」）
- ティアーズ・トゥ・ティアラ外伝 -アヴァロンの謎- PORTABLE（コンテンツアイコン：「セクシャル」）
- DIABOLIK LOVERS（コンテンツアイコン:「恋愛、セクシャル、暴力」）
- 天神乱漫 Happy Go Lucky!!（コンテンツアイコン：「恋愛」）
- 天誅シリーズ
  - 天誅 忍大全（コンテンツアイコン：「暴力」）
  - 天誅4（コンテンツアイコン：「暴力」）
  - 忍者活劇 天誅 参 Portable（コンテンツアイコン：「暴力」）
  - 忍者活劇 天誅 紅 Portable（コンテンツアイコン：「犯罪、暴力」）
- ToHeart2 PORTABLE（コンテンツアイコン：「セクシャル」）
  - ToHeart2 PORTABLE Wパック（ToHeart PORTABLEを同梱）（コンテンツアイコン：「セクシャル」）
- .hack//Link 絶対包囲パック（ゲーム自体と.hack//historical DiscはCERO：B（12才以上対象）、.hack//re-birth DiscはCERO：C（15才以上対象））（コンテンツアイコン：「セクシャル」）（通常版CERO：B（12才以上対象）は、コンテンツアイコンは「セクシャル、犯罪」）
- 咎狗の血 True Blood Portable（コンテンツアイコン：「麻薬、犯罪、暴力、セクシャル」）
- とらドラ・ポータブル!（コンテンツアイコン：「セクシャル」）
- TRICK×LOGIC（Season1・Season2とも）（コンテンツアイコン：「暴力」）
- ドリームクラブ ポータブル（コンテンツアイコン：「セクシャル」）
- ナノダイバー（コンテンツアイコン：「???」）
- 奈落の城 PORTABLE 一柳和、2度目の受難（コンテンツアイコン：「暴力、犯罪」）
- Never7 -the end of infinity-（コンテンツアイコン：「セクシャル」）
- 鋼の錬金術師 FULLMETAL ALCHEMIST 約束の日へ（コンテンツアイコン：「暴力、犯罪」）
- 薄桜鬼シリーズ[9]
  - 薄桜鬼 ポータブル（コンテンツアイコン：「セクシャル」）
  - 薄桜鬼 黎明録 ポータブル（コンテンツアイコン：「暴力」）
- burst error -EVE The 1st.-（コンテンツアイコン：「セクシャル、犯罪、麻薬、言葉・その他」）
- パズル -ぼくらの48時間戦争-（コンテンツアイコン：「犯罪」）
- 流行り神 警視庁怪異事件ファイルシリーズ
  - 流行り神 PORTABLE 警視庁怪異事件ファイル（コンテンツアイコン：「暴力、犯罪」）
  - 流行り神2 PORTABLE 警視庁怪異事件ファイル（コンテンツアイコン：「暴力、恐怖」）
  - 流行り神3 警視庁怪異事件ファイル（コンテンツアイコン：「暴力、犯罪、言葉・その他」）
- パロディウス ポータブル（コンテンツアイコン：「セクシャル」）
- PC Engine Best Collection 銀河お嬢様伝説コレクション（コンテンツアイコン：「セクシャル」）
- 彼岸島（higanjima）（コンテンツアイコン：「暴力」）
- ひぐらしの哭く頃に 雀（コンテンツアイコン：「セクシャル」）
- ひまわり -Pebble in the Sky- Portable（コンテンツアイコン：「セクシャル」）
- ファイナルファンタジーシリーズ
  - ディシディア ファイナルファンタジー（コンテンツアイコン：「セクシャル」）
  - ディシディア デュオデシム ファイナルファンタジー（コンテンツアイコン：「セクシャル」）
  - ファイナルファンタジー零式（コンテンツアイコン：「暴力、セクシャル」）
- 風雲 新撰組 -幕末伝- Portable（コンテンツアイコン：「暴力」）
- プリンセスメーカーシリーズ
  - プリンセスメーカー4 ポータブル（コンテンツアイコン：「犯罪」）
  - プリンセスメーカー5 ポータブル（コンテンツアイコン：「麻薬」）
- BLAZBLUE CONTINUUM SHIFT II（コンテンツアイコン：「セクシャル」）
- My Merry May with be（コンテンツアイコン：「セクシャル」）
- マクロスアルティメットフロンティア 超時空娘々パック（特典映像を収録したUMD VIDEOのみ。ゲーム自体は通常版と同じくCERO：A（全年齢対象）。）（コンテンツアイコン：「セクシャル」）
- 密室のサクリファイス（コンテンツアイコン：「セクシャル、暴力[10]」）
- メダル・オブ・オナー ヒーローズ（コンテンツアイコン：「暴力」）
- メダル・オブ・オナー ヒーローズ2（コンテンツアイコン：「暴力」）
- メタルギアシリーズ[11]
  - METAL GEAR ACID（コンテンツアイコン：「暴力」）
  - METAL GEAR ACID 2（コンテンツアイコン：「恋愛、暴力」）
  - METAL GEAR SOLID PORTABLE OPS（コンテンツアイコン：「犯罪、暴力」）
  - METAL GEAR SOLID PORTABLE OPS+（コンテンツアイコン：「暴力」）
  - METAL GEAR SOLID PEACE WALKER（コンテンツアイコン：「セクシャル、飲酒・喫煙、犯罪、暴力」）
- Memories Offシリーズ
  - Memories Off #5 とぎれたフィルム（コンテンツアイコン：「セクシャル、犯罪」）
  - Memories Off 6 Next Relation（限定版。通常版はCERO：B（12才以上対象））（コンテンツアイコン：「恋愛、セクシャル」）
- 萌え萌え2次大戦（略）☆デラックス（コンテンツアイコン：「セクシャル」）
- もっとNUGA-CEL!（コンテンツアイコン：「セクシャル」）
- モンスターハンター ポータブルシリーズ（コンテンツアイコン：「暴力」）[12]
  - モンスターハンター ポータブル
  - モンスターハンター ポータブル 2nd
  - モンスターハンター ポータブル 2nd G
  - モンスターハンター ポータブル 3rd
- やるドラ ポータブルシリーズ
  - やるドラ ポータブル 季節を抱きしめて（コンテンツアイコン：「セクシャル」）
  - やるドラ ポータブル 雪割りの花（コンテンツアイコン：「セクシャル」）
- 夜明け前より瑠璃色な PORTABLE（コンテンツアイコン：「セクシャル」）
- 428 〜封鎖された渋谷で〜（コンテンツアイコン：「暴力、犯罪、麻薬、言葉・その他」）
- Like Life every hour（コンテンツアイコン：「セクシャル」）
- ラ・ピュセル†ラグナロック（コンテンツアイコン：「セクシャル、犯罪」）
- L@ve once（コンテンツアイコン：「セクシャル」）
- Remember11 -the age of infinity-（コンテンツアイコン：「恋愛、セクシャル、暴力」）
- Routes PORTABLE（コンテンツアイコン：「恋愛、セクシャル、犯罪」）
- R.U.R.U.R ル・ル・ル・ル -petit prince-（コンテンツアイコン：「セクシャル」）
- RESISTANCE〜報復の刻〜（コンテンツアイコン：「暴力、犯罪」）
- ロウきゅーぶ! ひみつのおとしもの（コンテンツアイコン：「セクシャル」）
- ロード オブ アルカナ（コンテンツアイコン：「暴力」）

#### PlayStation Store 配信ソフト（PSP）
- ヒーローオブスパルタ（コンテンツアイコン：「暴力」）
- ぽっちゃり☆プリンセス ポータブル（コンテンツアイコン：「暴力」）
- 密室のサクリファイス 〜イトカ：ある閉鎖施設からの脱出〜（コンテンツアイコン：「セクシャル、暴力」）
- 密室のサクリファイス 〜ミキ：ハイテンションナイト〜（コンテンツアイコン：「セクシャル、暴力」）

### PlayStation 2
- I"s Pure（コンテンツアイコン：「セクシャル、犯罪」）
- アイドル雀士スーチーパイシリーズ（コンテンツアイコン：「セクシャル」）
  - アイドル雀士スーチーパイIII Remix
  - アイドル雀士スーチーパイIV
- Deep-Blueシリーズ
  - 蒼い海のトリスティア 〜ナノカ・フランカ発明工房記〜（コンテンツアイコン：「飲酒・喫煙」）
  - 蒼い空のネオスフィア 〜ナノカ・フランカ発明工房記2〜（コンテンツアイコン：「セクシャル」）
- アオイシロ（コンテンツアイコン：「セクシャル、暴力」）
- アカイイト（コンテンツアイコン：「セクシャル」）
- 悪代官シリーズ
  - 悪代官2 妄想伝（グローバル ザ・ベスト）（コンテンツアイコン：「犯罪」）
  - 悪代官3（コンテンツアイコン：「犯罪、暴力」）
- 悪魔城ドラキュラシリーズ
  - キャッスルヴァニア（コンテンツアイコン：「不明」（通常版）、「暴力」（コナミ殿堂セレクション））
  - 悪魔城ドラキュラ 闇の呪印（コンテンツアイコン：「暴力」）
- Apocripha/0（コンテンツアイコン：「犯罪」）
- アマガミ（コンテンツアイコン：「恋愛、セクシャル」）
  - アマガミ（エビコレ+）（コンテンツアイコン：「恋愛、セクシャル」）
- アーマード・コア ネクサス（コンテンツアイコン：「不明」）[13]
- 許嫁（コンテンツアイコン：「セクシャル」）
- IZUMO 2 猛き剣の閃記（コンテンツアイコン：「セクシャル」）
- いつか、届く、あの空に。 〜陽の道と緋の昏と〜（コンテンツアイコン：「恋愛、暴力」）
- 一騎当千 Shining Dragon（コンテンツアイコン：「セクシャル」）
- いちご100% ストロベリーダイアリー（コンテンツアイコン：「セクシャル」）
- ヴァンパイア ダークストーカーズコレクション（コンテンツアイコン：「セクシャル」）
- Wind -a breath of heart-（アルケベスト）（コンテンツアイコン：「セクシャル、暴力、犯罪」）
- WINBACK 2 Project Poseidon（コンテンツアイコン：「麻薬」）
- うたわれるもの 散りゆく者への子守唄（コンテンツアイコン：「セクシャル」）
- AIR（ベスト版）（コンテンツアイコン：「セクシャル」）
- H2Oプラス（コンテンツアイコン：「セクシャル、犯罪」）
- エウレカセブン NEW WAVE Graduation（コンテンツアイコン：「暴力、麻薬」）
- エキサイティングプロレス / WWE SmackDown vs RAWシリーズ（コンテンツアイコン：「セクシャル、暴力」）[14]
  - エキサイティングプロレス6 SMACKDOWN! VS RAW
  - エキサイティングプロレス7 SMACKDOWN! VS. RAW 2006
  - WWE 2007 SmackDown vs Raw
  - WWE 2008 SmackDown vs Raw
- Ever17 -the out of infinity-（コンテンツアイコン：「不明」）
- F 〜ファナティック〜（コンテンツアイコン：「不明」）
- Lの季節2 -invisible memories-（コンテンツアイコン：「セクシャル」）
- Angel Wish 〜君の笑顔にチュッ!〜（コンテンツアイコン：「セクシャル」）
- Angel's Feather（コンテンツアイコン：「恋愛、犯罪」）
- お掃除戦隊くりーんきーぱーH（コンテンツアイコン：「セクシャル」）
- おとなのギャル雀2〜恋して倍満!〜（コンテンツアイコン：「セクシャル」）
- 乙女はお姉さまに恋してる（コンテンツアイコン：「セクシャル」）
- 鬼武者シリーズ[15]
  - 鬼武者（2005年発売のPlayStation 2 the Best）（コンテンツアイコン：「暴力、犯罪」）
  - 鬼武者2（MEGA HITS!）（コンテンツアイコン：「不明」）
  - 鬼武者3（コンテンツアイコン：「不明」）
  - 新 鬼武者 DAWN OF DREAMS（コンテンツアイコン：「暴力」）
- オペレーターズサイド（コンテンツアイコン：「不明」）
- GIRLSブラボー Romance 15's（コンテンツアイコン：「セクシャル」）
- ガイザード・レボリューション 〜僕らは想いを身に纏う〜（コンテンツアイコン：「セクシャル、犯罪」）
- 学園ヘヴン BOY'S LOVE SCRAMBLE!シリーズ
  - 学園ヘヴン おかわりっ! BOY'S LOVE ATTACK!（コンテンツアイコン：「セクシャル」）
  - 学園ヘヴン BOY'S LOVE SCRAMBLE! Type B（コンテンツアイコン：「恋愛、セクシャル」）
- 影牢II -Dark illusion-（コンテンツアイコン：「暴力」）
- 家族計画 〜心の絆〜（コンテンツアイコン：「セクシャル」）
- 片神名〜喪われた因果律〜（コンテンツアイコン：「恋愛、セクシャル、犯罪、麻薬」）
- かのこん えすいー（コンテンツアイコン：「セクシャル」）
- かまいたちの夜×3 三日月島事件の真相（コンテンツアイコン：「暴力、セクシャル」）
- ガンサバイバーシリーズ（コンテンツアイコン：「不明」）
  - ガンサバイバー2 バイオハザード CODE:Veronica（PlayStation 2 the Best）
  - ガンサバイバー4 バイオハザード HEROES NEVER DIE
- Canvas2 〜虹色のスケッチ〜（コンテンツアイコン：「恋愛、セクシャル」）
- 機神咆吼デモンベイン（『KADOKAWA THE Best』版）（コンテンツアイコン：「犯罪、麻薬、暴力、セクシャル、恋愛」）
- キラ☆キラ 〜Rock'n'RollShow〜（コンテンツアイコン：「セクシャル、麻薬、言葉・その他」）
- KILLZONE（コンテンツアイコン：「暴力」）
- GUILTY GEAR XX SLASH（コンテンツアイコン：「暴力」）
- キングスフィールドIV（『KING'S FIELD -DARK SIDE BOX-』同梱版）（コンテンツアイコン：「暴力」）
- CLANNAD（コンテンツアイコン：「恋愛、セクシャル、麻薬」）
- Clear 〜新しい風の吹く丘で〜（コンテンツアイコン：「言葉・その他」）
- クリムゾンティアーズ（コンテンツアイコン：「不明」）
- クロックタワー3（コンテンツアイコン：「不明」）
- ケイナ（コンテンツアイコン：「不明」）
- 剣豪シリーズ（コンテンツアイコン：「暴力」）
  - 剣豪（ゲームアーカイブス）
  - 剣豪2（ゲームアーカイブス）
  - 剣豪3
- GENJI（コンテンツアイコン：「暴力」）
- 高円寺女子サッカー（コンテンツアイコン：「セクシャル」）
- 攻殻機動隊 STAND ALONE COMPLEX（コンテンツアイコン：「不明」）
- こころの扉（コンテンツアイコン：「不明」）
- 此花4 〜闇を祓う祈り〜（コンテンツアイコン：「犯罪」）
- 恋する乙女と守護の楯 The Shield of AIGIS（コンテンツアイコン：「セクシャル、暴力」）
- 木漏れ日の並木道 〜移り変わる季節の中で〜（コンテンツアイコン：「恋愛、セクシャル」）
- 恋姫†夢想 〜ドキッ☆乙女だらけの三国志演義〜（コンテンツアイコン：「セクシャル」）
- コール オブ デューティシリーズ（コンテンツアイコン：「暴力」）
  - コール オブ デューティ ファイネストアワー
  - コール オブ デューティ2 ビッグ レッド ワン
- 最終兵器彼女（コンテンツアイコン：「恋愛、セクシャル」）
- SIRENシリーズ（コンテンツアイコン：「暴力」）
  - SIREN
  - SIREN2
- サイレントスコープ3（コナミ・ザ・ベスト）（コンテンツアイコン：「不明」）
- SILENT HILLシリーズ
  - SILENT HILL 2 最期の詩（コナミ・ザ・ベスト、コナミ殿堂セレクション）（コンテンツアイコン：「不明」）
  - SILENT HILL 3（コンテンツアイコン：「不明」）
  - SILENT HILL 4 THE ROOM（コンテンツアイコン：「不明（コナミ殿堂セレクション版は暴力、犯罪）」）
  - SILENT HILL -SHATTERED MEMORIES-（コンテンツアイコン：「恋愛、セクシャル、暴力」）
- サクラ大戦3 〜巴里は燃えているか〜（コンテンツアイコン：「セクシャル」）
- XIII サーティーン〜大統領を殺した男〜（コンテンツアイコン：「不明」）
- サムライスピリッツ零（コンテンツアイコン：「不明」）
- 侍道シリーズ
  - 侍〜SAMURAI〜 完全版（2005年発売のPlayStation 2 the Best）（コンテンツアイコン：「暴力」）
  - 侍道2（決闘版はCERO：D（17才以上対象））（コンテンツアイコン：「不明」）
- 3LDK♥〜幸せになろうよ〜（コンテンツアイコン：「不明」）
- 地獄少女 澪縁（コンテンツアイコン：「暴力、犯罪、セクシャル」）
- Shinobi（PlayStation 2 the Best）（コンテンツアイコン：「不明」）
- 忍道 戒（コンテンツアイコン：「暴力」）
- 忍道 匠（コンテンツアイコン：「暴力」）
- 四八（仮）（コンテンツアイコン：「恐怖、暴力」）
- シーマン2 〜北京原人育成キット〜（コンテンツアイコン：「セクシャル」）
- シャドウハーツシリーズ[16]
  - シャドウハーツ（PlayStation 2 the Best）（コンテンツアイコン：「不明」）
  - シャドウハーツII（コンテンツアイコン：「不明」）
    - シャドウハーツII ディレクターズカット（コンテンツアイコン：「犯罪」）
- SHUFFLE! ON THE STAGE（コンテンツアイコン：「セクシャル」）
- Chanter 〜キミの歌がとどいたら#〜（コンテンツアイコン：「セクシャル」）
- 終末少女幻想アリスマチック 〜Apocalypse〜（コンテンツアイコン：「恋愛」）
- Sugar+Spice! 〜あのこのステキな何もかも〜（コンテンツアイコン：「恋愛、セクシャル」）
- 純情ロマンチカ 〜恋のドキドキ大作戦〜（コンテンツアイコン：「セクシャル」）
- 召喚少女 〜ElementalGirl Calling〜（コンテンツアイコン：「恋愛、セクシャル」）
- 少女義経伝シリーズ（コンテンツアイコン：「セクシャル」）
  - 少女義経伝（WellMADE THE BEST）
  - 少女義経伝・弐 〜刻を超える契り〜
- ショコラ 〜maid cafe "curio"〜（コンテンツアイコン：「セクシャル」）
- ジョジョの奇妙な冒険 黄金の施風（Best Price!）（コンテンツアイコン：「暴力」）
- 白銀のソレイユ Contract to the Future 未来への契約（コンテンツアイコン：「セクシャル」）
- 神曲奏界ポリフォニカ アフタースクール（コンテンツアイコン：「セクシャル」）[17]
- 真魂斗羅（コナミ・ザ・ベスト）（コンテンツアイコン：「暴力」）
- 新選組群狼伝（コンテンツアイコン：「暴力」）
- 新宿の狼（コンテンツアイコン：「暴力、犯罪」）
- 新世紀エヴァンゲリオン 鋼鉄のガールフレンド2nd（コンテンツアイコン：「セクシャル」）
- 水夏A.S+ Eternal Name（コンテンツアイコン：「セクシャル」）
- School Days L×H（コンテンツアイコン：「セクシャル（限定版のみ）、言葉・その他」）
- スタントマン:イグニッション（コンテンツアイコン：「麻薬」）
- SNOW（コンテンツアイコン：「不明」）
- すもももももも〜地上最強のヨメ〜 継承しましょ!? 恋の花ムコ争奪戦!!（コンテンツアイコン：「セクシャル」）
- セガエイジス2500シリーズ
  - Vol.11 北斗の拳（コンテンツアイコン：「暴力」）
  - Vol.14 エイリアンシンドローム（コンテンツアイコン：「不明」）
  - Vol.19 ファイティングバイパーズ（コンテンツアイコン：「セクシャル」）
  - Vol.26 ダイナマイト刑事（コンテンツアイコン：「セクシャル、暴力」）
- 絶体絶命都市（PlayStation 2 the Best）（コンテンツアイコン：「不明」）
- 絶体絶命都市2 -凍てついた記憶たち-（コンテンツアイコン：「犯罪」）
- ゼノサーガ EPSODE I リローディッド ［力への意志］（コンテンツアイコン：「不明」）
- ゼノサーガ エピソードIII［ツァラトゥストラはかく語りき］（コンテンツアイコン：「暴力」）
- 零シリーズ
  - 零 zero（2007年発売のPlayStation 2 the Best）（コンテンツアイコン：「恐怖、犯罪」）
  - 零 紅い蝶（コンテンツアイコン：「不明」（通常版、2004年発売のPlayStation 2 the Best）、「暴力」（2007年発売のPlayStation 2 the Best））
  - 零 -刺青ノ聲-（コンテンツアイコン：「セクシャル、暴力」）
- 戦極姫 〜戦乱に舞う乙女達〜（コンテンツアイコン：「恋愛、セクシャル」）
- 戦極姫2・炎 〜百華、戦乱辰風の如く〜（コンテンツアイコン：「セクシャル」）
- センチメンタルプレリュード（コンテンツアイコン：「恋愛、セクシャル」）
- 空色の風琴 Remix（コンテンツアイコン：「セクシャル」）
- 大脱走 THE GREAT ESCAPE（コンテンツアイコン：「暴力」）
- D.C.II P.S. 〜ダ・カーポII〜 プラスシチュエーション（コンテンツアイコン：「セクシャル」）
- W〜ウィッシュ〜（コンテンツアイコン：「セクシャル」）
- 007シリーズ
  - 007 ナイトファイア（『EA BEST HITS 007 ナイトファイア&007 エブリシング オア ナッシング』同梱版）（コンテンツアイコン：「暴力」）
  - 007 エブリシング オア ナッシング（コンテンツアイコン：「暴力」）
  - ゴールデンアイ ダーク・エージェント（コンテンツアイコン：「犯罪」）
  - 007 ロシアより愛をこめて（コンテンツアイコン：「恋愛」）
  - 007 慰めの報酬（コンテンツアイコン：「暴力」）
- ちゅ〜かな雀士てんほー牌娘（コンテンツアイコン：「セクシャル」）
- 月は東に日は西に 〜Operation Sanctuary〜（コンテンツアイコン：「セクシャル」）
- Dear My Friend 〜Love like powderly snow〜（コンテンツアイコン：「セクシャル」）
- 帝国千戦記（コンテンツアイコン：「セクシャル、犯罪」）
- DESIRE（コンテンツアイコン：「恋愛、セクシャル、暴力」）
- DIGITAL DEVIL SAGA アバタール・チューナー（コンテンツアイコン：「不明」（通常版）、「暴力」（ATLUS BEST COLLECTION））
- DIGITAL DEVIL SAGA アバタール・チューナー2（コンテンツアイコン：「セクシャル、暴力」）
- デス・コネクション（コンテンツアイコン：「セクシャル」）
- デストロイ オール ヒューマンズ!（コンテンツアイコン：「暴力」）
- デス・バイ・ディグリーズ 鉄拳：ニーナ・ウィリアムズ（コンテンツアイコン：「セクシャル、暴力、犯罪」）
- デビルサマナーシリーズ（コンテンツアイコン：「暴力」）
  - デビルサマナー 葛葉ライドウ 対 超力兵団
  - デビルサマナー 葛葉ライドウ 対 アバドン王
- デビルメイクライシリーズ（コンテンツアイコン：「暴力」）
  - Devil May Cry（PlayStation 2 the Best）
  - Devil May Cry 2[18]
  - Devil May Cry 3
    - Devil May Cry 3 Special Edition
- てんたま -1st Sunny Side-（コンテンツアイコン：「不明」）
- てんたま 2wins（コンテンツアイコン：「不明」）
- 天誅シリーズ
  - 天誅 参（コンテンツアイコン：「暴力」）
  - 天誅 紅（コンテンツアイコン：「暴力、犯罪」）
- ToHeart2（コンテンツアイコン：「セクシャル」）
- トゥームレイダーシリーズ[19]
  - トゥームレイダー 美しき逃亡者（コンテンツアイコン：「不明」）
  - トゥームレイダー アンダーワールド（コンテンツアイコン：「暴力」）
- 何処へ行くの、あの日 〜光る明日へ…〜（コンテンツアイコン：「麻薬」）
- トム・クランシーシリーズ
  - トム・クランシーシリーズ スプリンターセル パンドラトゥモロー（コンテンツアイコン：「暴力」）
  - トム・クランシーシリーズ レインボーシックス3（コンテンツアイコン：「暴力」）
  - ゴーストリコン アドバンスウォーファイター（コンテンツアイコン：「暴力」）
- 咎狗の血 True Blood（コンテンツアイコン：「セクシャル、暴力、犯罪、麻薬」）
- ドラッグオンドラグーン2 封印の紅、背徳の黒（コンテンツアイコン：「暴力、犯罪」）
- どろろ（コンテンツアイコン：「不明」）
- 夏少女 Promised Summer（コンテンツアイコン：「セクシャル」）
- ななついろ★ドロップス Pure!!（コンテンツアイコン：「恋愛、セクシャル、飲酒・喫煙」）
- 奈落の城 一柳和、2度目の受難（コンテンツアイコン：「暴力、犯罪」）
- NUGA-CEL!（コンテンツアイコン：「セクシャル」）
- ネオコントラ（コンテンツアイコン：「暴力」）
- 乃木坂春香の秘密 こすぷれ、はじめました♥（コンテンツアイコン：「セクシャル」）
- North Wind 〜永遠の約束〜（コンテンツアイコン：「セクシャル、犯罪」）
- 信長の野望Online（コンテンツアイコン：「暴力」）
  - 信長の野望Online 〜飛龍の章〜
  - 信長の野望Online 〜破天の章〜
  - 信長の野望Online 〜争覇の章〜
- バイオハザード アウトブレイク（コンテンツアイコン：「不明」）
- バイオハザード アウトブレイク FILE 2（コンテンツアイコン：「暴力」）
- ハイパーストリートファイターII The Anniversary Edition（コンテンツアイコン：「不明」）
- 幕末恋華 花柳剣士伝（コンテンツアイコン：「犯罪」）
- 薄桜鬼シリーズ[20]
  - 薄桜鬼 〜新選組奇譚〜（コンテンツアイコン：「セクシャル」）
  - 薄桜鬼 黎明録（コンテンツアイコン：「暴力」）
- 爆笑!!人生回道 NOVAうさぎが見てるぞ!!（コンテンツアイコン:「セクシャル、飲酒・喫煙」）
- ハートの国のアリス（コンテンツアイコン：「セクシャル」）
- バトルフィールド2 モダンコンバット（コンテンツアイコン：「暴力」）
- 花宵ロマネスク 愛と哀しみ－それは君のためのアリア（コンテンツアイコン：「セクシャル、犯罪」）
- 流行り神 警視庁怪異事件ファイルシリーズ
  - 流行り神 警視庁怪異事件ファイル（コンテンツアイコン：「暴力、犯罪」）
  - 流行り神 Revenge 警視庁怪異事件ファイル（コンテンツアイコン：「暴力、犯罪」）
  - 流行り神2 警視庁怪異事件ファイル（コンテンツアイコン：「暴力、恐怖」）
- バルドバレット イクリブリアム（コンテンツアイコン：「犯罪」）
- ビートダウン（コンテンツアイコン：「暴力、犯罪、麻薬」）
- Piaキャロットへようこそ!!3（ベスト版）（コンテンツアイコン：「セクシャル」）
- Piaキャロットへようこそ!!G.O. SUMMER FAIR（コンテンツアイコン：「セクシャル、犯罪」）
- 120円の春 \120Stories（コンテンツアイコン：「セクシャル」）
- Φなる・あぷろーち（コンテンツアイコン：「セクシャル」）
- ファーレンハイト（コンテンツアイコン：「セクシャル、暴力」）
- 風雲 新撰組（コンテンツアイコン：「暴力」）
- 風雲 幕末伝（コンテンツアイコン：「暴力」）
- Fate/stay night ［Réalta Nua］（コンテンツアイコン：「暴力」）
- 不確定世界の探偵紳士 〜悪行双麻の事件ファイル〜（コンテンツアイコン：「セクシャル」）
- 双恋島 〜恋と水着のサバイバル〜（コンテンツアイコン：「セクシャル」）
- ブラザー イン アームズ ロード トゥ ヒル サーティー（Xbox版はCERO：D（17才以上対象））（コンテンツアイコン：「暴力」）
- BLACK（コンテンツアイコン：「暴力、犯罪」）
- プリズム・アーク -AWAKE-（コンテンツアイコン：「セクシャル、暴力」）
- プリンス・オブ・ペルシャ ケンシノココロ（Xbox版はCERO：D（17才以上対象））（コンテンツアイコン：「暴力」）
- プリンス・オブ・ペルシャ 二つの魂（コンテンツアイコン：「暴力、犯罪」）
- プリンセスメーカーシリーズ
  - プリンセスメーカー2（コンテンツアイコン：「セクシャル」）
  - プリンセスメーカー4（コンテンツアイコン：「犯罪」）
  - プリンセスメーカー5（コンテンツアイコン：「麻薬」）
- Princess Holiday 〜転がるりんご亭千夜一夜〜（コンテンツアイコン：「不明」）
- ブレス オブ ファイアV ドラゴンクォーター（PlayStation 2 the Best）（コンテンツアイコン：「不明」）
- フレンズ 〜青春の輝き〜（ベスト版。通常版はCERO：D（17才以上対象））（コンテンツアイコン：「セクシャル」）
- ほしフル 〜星の降る街〜（コンテンツアイコン：「セクシャル」）
- WHITE CLARITY 〜And, The tears became you.〜（コンテンツアイコン：「セクシャル」）
- My Merry May with be（コンテンツアイコン：「セクシャル」）
- マーク・オブ・クリィ（コンテンツアイコン：「不明」）
- 魔女っ娘ア・ラ・モード 唱えて、恋の魔法!（コンテンツアイコン：「セクシャル」）
- 魔女っ娘ア・ラ・モードII 〜魔法と剣のストラグル〜（コンテンツアイコン：「セクシャル」）
- マーセナリーズ（コンテンツアイコン：「暴力」）
- マーセナリーズ2 ワールド イン フレームス（コンテンツアイコン：「暴力、犯罪」）
- マビノ×スタイル（コンテンツアイコン：「セクシャル」）
- まほろまてぃっく 萌っと≠きらきらメイドさん。（コンテンツアイコン：「不明」）
- 巫女舞 〜永遠の想い〜（コンテンツアイコン：「犯罪」）
- メダル・オブ・オナーシリーズ
  - メダル・オブ・オナー 史上最大の作戦（コンテンツアイコン：「暴力」）
  - メダル・オブ・オナー ライジングサン（コンテンツアイコン：「暴力」）
  - メダル・オブ・オナー ヨーロッパ強襲（コンテンツアイコン：「暴力、犯罪」）
  - メダル・オブ・オナー ヴァンガード（コンテンツアイコン：「暴力」）
- METAL GEAR SOLID 2 SONS OF LIBERTY（コナミ殿堂セレクション、METAL GEAR 20th ANNIVERSARY、PlayStation 2 the Best）（コンテンツアイコン：「暴力」）
- METAL GEAR SOLID 2 SUBSTANCE（コナミ殿堂セレクション、PlayStation 2 the Best）（コンテンツアイコン：「不明」）
- メタルスラッグ4（コンテンツアイコン：「暴力」）
- Memories Offシリーズ
  - Memories Off 〜それから〜（コンテンツアイコン：「セクシャル」）
  - Memories Off #5 とぎれたフィルム（コンテンツアイコン：「セクシャル、犯罪」）
- メンアットワーク!3 愛と青春のハンター学園（コンテンツアイコン：「恋愛、セクシャル」）
- 萌え萌え2次大戦（略）☆デラックス（コンテンツアイコン：「セクシャル」）
- モンスターハンターシリーズ（コンテンツアイコン：「暴力」）
  - モンスターハンター
  - モンスターハンターG
  - モンスターハンター2
- 夜明け前より瑠璃色な 〜Brighter than dawning blue〜（コンテンツアイコン：「セクシャル」）
- 夢見師（コンテンツアイコン：「犯罪」）
- 遊星からの物体X episodeII（コンテンツアイコン：「不明」）
- 楽勝!パチスロ宣言シリーズ（コンテンツアイコン：「セクシャル」）
  - 楽勝!パチスロ宣言2 デカダン・十字架
  - 楽勝!パチスロ宣言3 ジュウジカ600式・リオデカーニバル
  - 楽勝!パチスロ宣言5 リオパラダイス
  - 楽勝!パチスロ宣言6 リオ2 クルージング ヴァナディース
- ラスト・エスコート2 〜深夜の甘い棘〜（コンテンツアイコン：「恋愛、セクシャル」）
- ラブひな ごーじゃす 〜チラっとハプニング〜（コンテンツアイコン：「不明」）
- リアライズ -Panorama Luminary-（コンテンツアイコン：「セクシャル」）
- Remember11 -the age of infinity-（コンテンツアイコン：「恋愛、セクシャル、暴力」）
- Routes PE（コンテンツアイコン：「恋愛、セクシャル、犯罪」）
- RULE of ROSE（コンテンツアイコン：「暴力、犯罪」）
- レッスルエンジェルス サバイバー（コンテンツアイコン：「セクシャル」）
- レッスルエンジェルス サバイバー2（コンテンツアイコン：「セクシャル」）
- レッド・デッド・リボルバー（コンテンツアイコン：「暴力」）
- Rogue Ops（コンテンツアイコン：「不明」）
- ロザリオとバンパイア2 恋と夢の狂想曲（コンテンツアイコン：「セクシャル」）
- SIMPLE2000シリーズ
  - Vol.52 THE 地球侵略群 〜スペースレイダース〜（コンテンツアイコン：「不明」）
  - Vol.54 THE 大海獣（コンテンツアイコン：「暴力」）
  - Vol.72 THE 任侠（コンテンツアイコン：「暴力」）
  - Vol.73 THE 西遊闘猿伝（コンテンツアイコン：「暴力」）
  - Vol.88 THE ミニ美女警官（コンテンツアイコン：「セクシャル、麻薬」）
  - Vol.95 THE ゾンビVS.救急車（コンテンツアイコン：「暴力」）
  - Vol.108 THE 日本特殊部隊 〜凶悪犯罪列島24時〜（コンテンツアイコン：「セクシャル、暴力」）
  - Vol.111 THE いただきライダー 〜Jacked〜（コンテンツアイコン：「犯罪」）
  - Vol.112 THE 逃走ハイウェイ2 〜ROAD WARRIOR 2050〜（コンテンツアイコン：「暴力」）
  - Vol.118 THE 落武者 〜怒獲武サムライ登場〜（コンテンツアイコン：「暴力」）
  - Vol.120 THE 最後の日本兵 〜美しき国土奪還作戦〜（コンテンツアイコン：「暴力」）
  - Vol.123 THE オフィスラブ事件慕 〜令嬢探偵〜（コンテンツアイコン：「恋愛、セクシャル」）
- SIMPLE2000シリーズ Ultimate
  - Vol.24 魔界転生（コンテンツアイコン：「暴力」）
  - Vol.25 超最速!族車キングBUのBU 〜仏恥義理伝説2改〜（コンテンツアイコン：「セクシャル」）
  - Vol.34 魁!!男塾（コンテンツアイコン：「暴力」）
- SIMPLE2000シリーズ 2in1 Vol.4 THE 武士道 〜辻斬り一代〜 & THE スナイパー2 〜悪夢の銃弾〜（コンテンツアイコン：「暴力」）
- SuperLite2000シリーズ
  - 藍より青し（コンテンツアイコン：「セクシャル」）
  - Ever17 -the out of infinity-（コンテンツアイコン：「恋愛、セクシャル、犯罪」）
  - 此花パック 〜3つの事件簿〜（コンテンツアイコン：「不明」）
  - 此花4 〜闇を祓う祈り〜（コンテンツアイコン：「犯罪」）
  - Never7 -the end of infinity-（コンテンツアイコン：「セクシャル」）
  - Memories Off 〜それから〜（コンテンツアイコン：「セクシャル」）
  - Remember11 -the age of infinity-（コンテンツアイコン：「恋愛」）
  - アカイイト（コンテンツアイコン：「セクシャル」）
  - Memories Off #5 とぎれたフィルム（コンテンツアイコン：「セクシャル、犯罪」）

### PlayStation
- あすか120%シリーズ（全てゲームアーカイブス）（コンテンツアイコン：「ギャンブル」）[21]
  - あすか120%エクセレント BURNING Fest. EXCELLENT
  - あすか120%ファイナル BURNING Fest. FINAL
- ATHENA 〜Awakening from the ordinary life〜（ゲームアーカイブス）（コンテンツアイコン：「暴力」）
- ヴァンパイア セイヴァー EXエディション（ゲームアーカイブス）（コンテンツアイコン：「セクシャル」）
- エキスパート（ゲームアーカイブス）（コンテンツアイコン：「暴力、犯罪」）
- CHAOS BREAK -Episode from "CHAOS HEAT"-（ゲームアーカイブス）（コンテンツアイコン：「暴力」）
- 影牢 〜刻命館 真章〜（ゲームアーカイブス）（コンテンツアイコン：「暴力」）
- クーロンズゲート -九龍風水傳-（ゲームアーカイブス）（コンテンツアイコン：「暴力」）
- 剣客異聞録 甦りし蒼紅の刃 サムライスピリッツ新章（ゲームアーカイブス）（コンテンツアイコン：「暴力」）
- 後夜祭（ゲームアーカイブス）（コンテンツアイコン：「セクシャル」）
- SILENT HILL（PS one books）（コンテンツアイコン：「暴力」）
- サガ フロンティア（アルティメットヒッツ、ゲームアーカイブス）（コンテンツアイコン：「麻薬」）
- SIMPLE1500シリーズ（全てゲームアーカイブス）
  - Vol.56 THE スナイパー（コンテンツアイコン：「犯罪」）
  - Vol.99 THE 剣道 〜剣の花道〜（コンテンツアイコン：「ギャンブル」）
- 蒼魔灯（ゲームアーカイブス）（コンテンツアイコン：「暴力」）
- 探偵 神宮寺三郎シリーズ（全てゲームアーカイブス）
  - 探偵 神宮寺三郎 夢の終わりに（コンテンツアイコン：「麻薬」）
  - 探偵 神宮寺三郎 未完のルポ（コンテンツアイコン：「暴力、犯罪」）
- ディノクライシスシリーズ（コンテンツアイコン：「暴力」）
  - ディノクライシス（PlayStation the Best、ゲームアーカイブス）
  - ディノクライシス2（ゲームアーカイブス）
- DESERTED ISLAND（ゲームアーカイブス）（コンテンツアイコン：「暴力」）
- デッド オア アライブ（ゲームアーカイブス）（コンテンツアイコン：「セクシャル」）
- 信長秘録 下天の夢（ゲームアーカイブス）（コンテンツアイコン：「セクシャル」）
- バイオハザード2（ゲームアーカイブス）（コンテンツアイコン：「暴力」）
- バウンティソード・ファースト（ゲームアーカイブス）（コンテンツアイコン：「飲酒・喫煙」）
- バウンティソード ダブルエッジ（ゲームアーカイブス）（コンテンツアイコン：「暴力、犯罪」）
- 花と龍 〜花札・麻雀〜（ゲームアーカイブス）（コンテンツアイコン：「ギャンブル」）
- パラサイト・イヴ2（ゲームアーカイブス）（コンテンツアイコン：「暴力、犯罪」）
- BAROQUE 歪んだ妄想（ゲームアーカイブス）（コンテンツアイコン：「暴力」）
- BAROQUE▲SYNDROME（ゲームアーカイブス）（コンテンツアイコン：「暴力」）
- ひみつ戦隊メタモルVデラックス（ゲームアーカイブス）（コンテンツアイコン：「セクシャル」）
- 風雨来記（ゲームアーカイブス）（コンテンツアイコン：「セクシャル」）
- ブシドーブレード（レジェンダリーヒッツ、ゲームアーカイブス）（コンテンツアイコン：「暴力」）
- ブシドーブレード弐（レジェンダリーヒッツ、ゲームアーカイブス）（コンテンツアイコン：「暴力」）
- BLODDY ROAR（ゲームアーカイブス）（コンテンツアイコン：「暴力」）
- ポリスノーツ（PS one books、ゲームアーカイブス）（コンテンツアイコン：「暴力、麻薬」）
- 御神楽少女探偵団シリーズ（全てゲームアーカイブス）
  - 御神楽少女探偵団（コンテンツアイコン：「犯罪」）
  - 続 御神楽少女探偵団 〜完結編〜（コンテンツアイコン：「暴力、セクシャル、犯罪」）
- みちのく秘湯恋物語 kai（ゲームアーカイブス）（コンテンツアイコン：「ギャンブル、セクシャル」）
- METAL GEAR SOLID（METAL GEAR 20th ANNIVERSARY、ゲームアーカイブス）（コンテンツアイコン：「暴力」）
- METAL GEAR SOLID INTEGRAL（PS one books）（コンテンツアイコン：「暴力」）
- 夜想曲シリーズ（全てゲームアーカイブス）（コンテンツアイコン：「麻薬」）
  - 夜想曲
  - 夜想曲2
- リンダキューブ アゲイン（ゲームアーカイブス）（コンテンツアイコン：「暴力」）
- Lunatic Dawn Odyssey（ゲームアーカイブス）（コンテンツアイコン：「犯罪」）

## マイクロソフト ハード

### Xbox One
- スター・ウォーズ バトルフロントシリーズ（コンテンツアイコン：「暴力」）
  - スター・ウォーズ バトルフロント
  - スター・ウォーズ バトルフロントII
- Halo Wars 2（コンテンツアイコン：「暴力」）

### Xbox
- Unreal Championship（コンテンツアイコン：「不明」）
- X-Men Legends（コンテンツアイコン：「暴力」）
- ENTER THE MATRIX（コンテンツアイコン：「不明」）
- コール オブ デューティ ファイネストアワー（コンテンツアイコン：「暴力」）
- XIII サーティーン〜大統領を殺した男〜（コンテンツアイコン：「暴力」）
- Sudeki〜千年の暁の物語〜（コンテンツアイコン：「暴力」）
- スパイクアウト バトルストリート（コンテンツアイコン：「暴力」）
- SWAT: Global Strike Team（コンテンツアイコン：「暴力」）
- DINO CRISIS III（コンテンツアイコン：「不明」）
- 天誅 参 〜回帰ノ章〜（コンテンツアイコン：「不明」）
- トム・クランシーシリーズ
  - トム・クランシーシリーズ ゴーストリコン アイランドサンダー（コンテンツアイコン：「不明」）
  - トム・クランシーシリーズ スプリンターセル パンドラトゥモロー（コンテンツアイコン：「暴力」）
  - トム・クランシーシリーズ レインボーシックス3（コンテンツアイコン：「暴力」）
  - トム・クランシーシリーズ レインボーシックス ロックダウン（コンテンツアイコン：「暴力」）
- Haloシリーズ（コンテンツアイコン：「暴力」）
  - Halo
  - Halo 2
- ビートダウン（コンテンツアイコン：「暴力、犯罪、麻薬」）
- FATAL FRAME II CRIMSON BUTTERFLY DIRECTOR'S CUT（コンテンツアイコン：「暴力」）
- MUZZLE FLASH（コンテンツアイコン：「暴力、麻薬」）
- METAL WOLF CHAOS（コンテンツアイコン：「暴力」）
- メタルスラッグ4（コンテンツアイコン：「暴力」）
- レッド・デッド・リボルバー（コンテンツアイコン：「暴力」）
- Rogue Ops（コンテンツアイコン：「不明」）

## セガ ハード

### ドリームキャスト
- Angel Wish 〜君の笑顔にチュッ!〜（コンテンツアイコン：「セクシャル」）
- たまきゅう（コンテンツアイコン：「不明」）
- 月は東に日は西に 〜Operation Sanctuary〜（コンテンツアイコン：「セクシャル」）

## パソコンゲーム
- 銀河英雄伝説（コンテンツアイコン：「暴力」）
- サクラ大戦3 〜巴里は燃えているか〜（コンテンツアイコン：「セクシャル」）
- ザ・タイピング・オブ・ザ・デッド（コンテンツアイコン：「暴力」）
- ゾンビ打 タイピングラリアット（コンテンツアイコン：「暴力」）
- Devil May Cry 4（コンテンツアイコン：「暴力」）
- ネヴァーウィンター・ナイツ 価格改定版（コンテンツアイコン：「不明」）
- ネヴァーウィンター・ナイツ 拡張キット シャドウ・オブ・アンドレンタイド（コンテンツアイコン：「不明」）
- ネヴァーウィンター・ナイツ シャドウ・オブ・アンドレンタイド 価格改定版（コンテンツアイコン：「暴力」）
- ネヴァーウィンター・ナイツ バリューパック（コンテンツアイコン：「暴力」）
- 信長の野望Online（コンテンツアイコン：「暴力」）
  - 信長の野望Online 〜破天の章〜
  - 信長の野望Online 〜争覇の章〜
  - 信長の野望Online 〜新星の章〜
- FRONT MISSION EVOLVED（コンテンツアイコン：「暴力」）
- Halo 2（コンテンツアイコン：「暴力」）
- メディーバル2：トータルウォー（コンテンツアイコン：「暴力、犯罪」）
- メディーバル2：トータルウォー 拡張キット キングダム（コンテンツアイコン：「暴力、犯罪」）
- モンスターハンター フロンティア オンライン（コンテンツアイコン：「暴力」）
- ラスト レムナント（コンテンツアイコン：「暴力」）
- ロスト プラネットシリーズ（コンテンツアイコン：「暴力」）
  - ロスト プラネット エクストリーム コンディション
  - ロストプラネット コロニーズ
  - ロスト プラネット 2
- けものフレンズ3（コンテンツアイコン：「不明」）
- イコリア：巨獣の棲処（コンテンツアイコン：「暴力」）